# Communauté de communes Andaine-Passais
La communauté de communes Andaine-Passais est une communauté de communes française, créée le 1er janvier 2017 et située dans le département de l'Orne en région Normandie.

## Historique
Dans le cadre des dispositions de la loi portant nouvelle organisation territoriale de la République du 7 août 2015, qui prévoit que les établissements publics de coopération intercommunale (EPCI) à fiscalité propre doivent avoir un minimum de 15 000 habitants, la communauté de communes est créée le 1er janvier 2017 par un arrêté préfectoral du 17 novembre 2016,.
Elle est formée par la fusion de deux anciennes communautés de communes : la communauté de communes du Pays d'Andaine et la communauté de communes du Bocage de Passais-la-Conception, avec rattachement de la commune déléguée de Saint-Michel-des-Andaines, à la suite de son intégration à la commune nouvelle de Bagnoles de l'Orne Normandie.

## Territoire communautaire

### Géographie
Située dans l'ouest du département de l'Orne, la communauté de communes Andaine - Passais regroupe 12 communes et s'étend sur 335,3 km2.

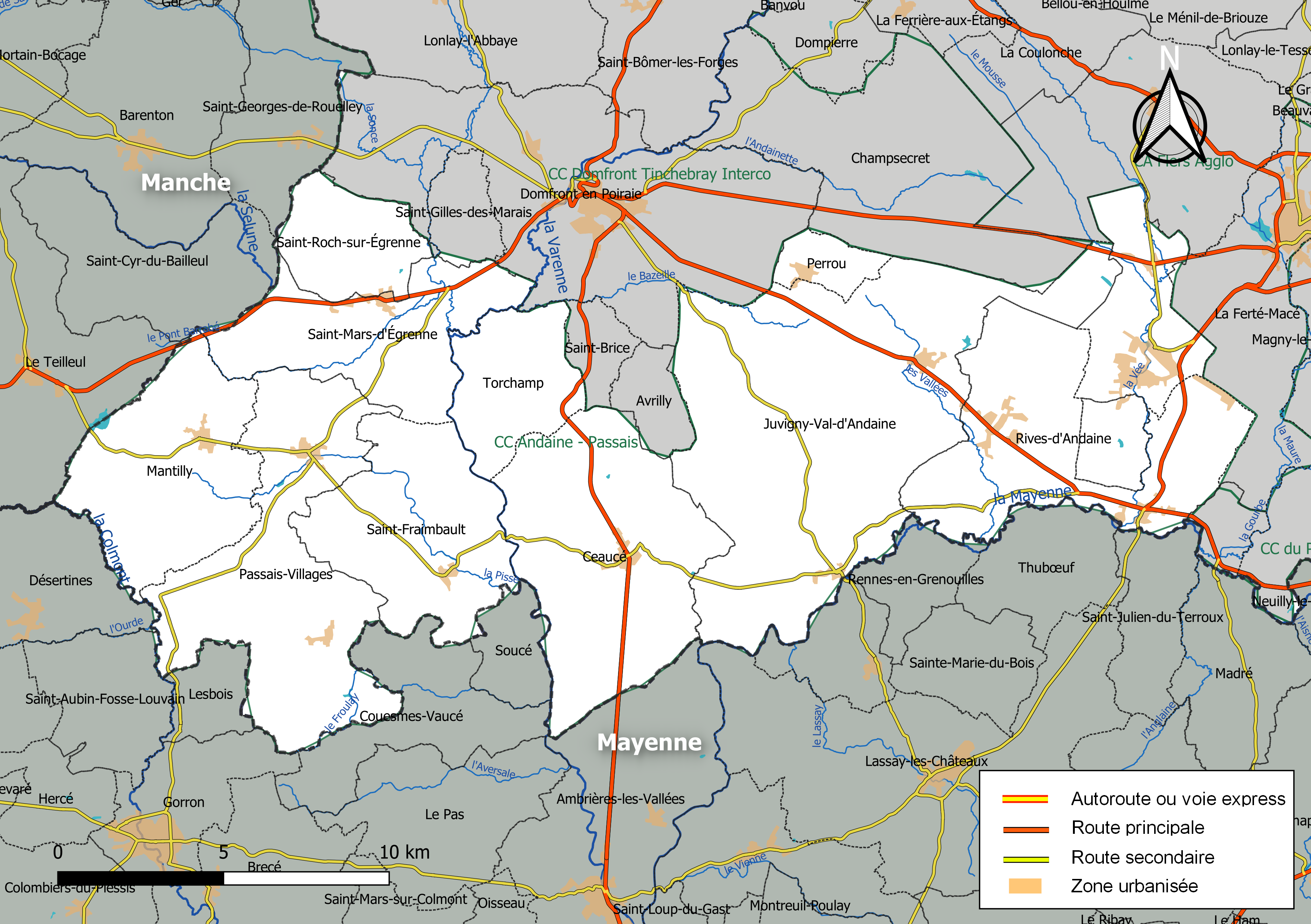
Carte de la communauté de communes Andaine - Passais au 1er janvier 2019.

### Composition
En 2022, la communauté de communes est composée des 12 communes suivantes :

| Nom                           | Code Insee | Gentilé       | Superficie (km2) | Population (dernière pop. légale) | Densité (hab./km2) |
| ----------------------------- | ---------- | ------------- | ---------------- | --------------------------------- | ------------------ |
| Juvigny Val d'Andaine (siège) | 61211      |               | 79,62            | 2 104 (2022)                      | 26                 |
| Bagnoles de l'Orne Normandie  | 61483      |               | 15,7             | 2 698 (2022)                      | 172                |
| Ceaucé                        | 61075      | Ceaucéens     | 41,52            | 1 164 (2022)                      | 28                 |
| Mantilly                      | 61248      | Mantillois    | 28,7             | 511 (2022)                        | 18                 |
| Passais Villages              | 61324      |               | 42,36            | 1 159 (2022)                      | 27                 |
| Perrou                        | 61326      | Péruviens     | 4,34             | 325 (2022)                        | 75                 |
| Rives d'Andaine               | 61096      |               | 37,14            | 2 867 (2022)                      | 77                 |
| Saint-Fraimbault              | 61387      | Frambaldéens  | 28,59            | 542 (2022)                        | 19                 |
| Saint-Mars-d'Égrenne          | 61421      | Médardais     | 25,06            | 640 (2022)                        | 26                 |
| Saint-Roch-sur-Égrenne        | 61452      | Saint-Rocains | 12,29            | 150 (2022)                        | 12                 |
| Tessé-Froulay                 | 61482      | Tesséens      | 5,24             | 377 (2022)                        | 72                 |
| Torchamp                      | 61487      | Torchampois   | 14,69            | 300 (2022)                        | 20                 |

Le faible nombre de communes regroupées ne doit pas induire en erreur : cette intercommunalité compte plusieurs communes nouvelles, qui ont été créées dans les années 2010 par la fusion de plusieurs collectivités devenues des communes déléguées :
- Bagnoles de l'Orne Normandie constituée par Bagnoles-de-l'Orne et Saint-Michel-des-Andaines ;
- Juvigny Val d'Andaine constituée par  La Baroche-sous-Lucé, Beaulandais, Juvigny-sous-Andaine, Loré, Lucé, Saint-Denis-de-Villenette et Sept-Forges ;
- Passais Villages constitué par l'Épinay-le-Comte, Passais et Saint-Siméon ;
- Rives d'Andaine constituée par La Chapelle-d’Andaine, Couterne, Geneslay et Haleine.

### Démographie
| 1968   | 1975   | 1982   | 1990   | 1999   | 2008   | 2013   | 2018   |
| ------ | ------ | ------ | ------ | ------ | ------ | ------ | ------ |
| 15 543 | 14 645 | 14 226 | 14 062 | 13 663 | 13 863 | 13 432 | 13 200 |

## Organisation

### Siège
Le siège de la communauté de communes est à Juvigny Val d'Andaine, 26 Avenue Léopold Barré.

### Élus
La communauté de communes est administrée par son conseil communautaire, composé de conseillers municipaux représentant chacune des communes membres.
Au terme des élections municipales de 2020 dans l'Orne, le conseil communautaire renouvelé a élu son nouveau président, Sylvain Jarry, maire-adjoint de Bagnoles de l'Orne Normandie, et désigné ses 10 vice-présidents, qui sont :
1. Philippe Turcan, maire de Rives d'Andaines, chargé de la politique enfance jeunesse, ACM ;
2. Mme Dominique Gillot-Morel, maire de Passais-Villages, chargée de la gestion du personnel ;
3. Bernard Moreau, alors maire de Juvigny Val d'Andaine, chargé des finances, budget, GEMAPI et hydraulique ;
4. Chantal Dumaine, Maire délégué de La Chapelle d'Andaine et de Geneslay à Rives d'Andaine, chargée de l’environnement (OM/CS/Déchèteries) ;
5. Henri Leroux, alors maire-adjoint de Juvigny Val d'Andainechargé de la voirie et de l’éclairage public ;
6. Marie-France Bourrée, élue de Ceaucé, chargée du scolaire et de la petite enfance ;
7. Olivier Petitjean, maire de Bagnoles de l'Orne Normandie et conseiller départemental, chargé du tourisme ;
8. Sylvie Serais, maire déléguée de Sept-Forges à Juvigny Val d'Andaine, chargée de la communication, MSAP et Maisons France Services ;
9. Daniel Boulent, maire de Saint-Mars-d'Égrenne, chargé de la construction, réhabilitation bâtiments, maisons de santé et SPANC ;
10. Manuela Chevalier, maire-adjointe de Bagnoles de l'Orne Normandie, chargée des médiathèques et de la culture.

### Liste des présidents
| Période         | Période                   | Identité      | Étiquette | Qualité                                          |
| --------------- | ------------------------- | ------------- | --------- | ------------------------------------------------ |
| 12 janvier 2017 | juillet 2020              | Henri Bonnel  | DVD       | Maire-adjoint de Juvigny Val d'Andaine (2016 → ) |
| juillet 2020    | En cours (au 27 mai 2022) | Sylvain Jarry | SE        | Maire adjoint de Bagnoles de l'Orne Normandie    |

### Compétences
L'intercommunalité exerce les compétences qui lui ont été transférées par les communes membres, dans les conditions déterminées par le code général des collectivités territoriales. Aux termes de l'arrpeté préfectoral du 3 décembre 2018, il s'agit de :
- Aménagement de l'espace : schéma de cohérence territoriale ; plan local d'urbanisme, document d'urbanisme en tenant lieu et carte communale ;
- Actions de développement économique :  zones d'activité, politique locale du commerce et soutien aux activités commerciales d'intérêt communautaire ; promotion du tourisme, dont la création d'offices de tourisme ;
- Gestion des milieux aquatiques et prévention des inondations ;
- Aires d'accueil des gens du voyage ;
- Collecte et traitement des déchets des ménages et déchets assimilés.
- Protection et mise en valeur de l'environnement, le cas échéant dans le cadre de schémas départementaux et soutien aux actions de maîtrise de la demande d'énergie ;
- Politique du logement et du cadre de vie : Politique du logement social d'intérêt communautaire et action en faveur du logement des personnes défavorisées, opération programmée d'amélioration de l'habitat (OPAH) ;
- Voirie communautaire ;
- Équipements culturels et sportifs d'intérêt communautaire ;
- Action sociale d'intérêt communautaire ;
- Maisons de services au public ;
- Service Public d'Assainissement Non Collectif (SPANC)
- Éclairage public (changement des ampoules et gestion des armoires de réglage, illuminations des édifices classés ou inscrits à l'inventaire supplémentaire des monuments historiques) ;
- Transport de personnes : transport des élèves des écoles primaires du territoire communautaire pour la pratique de la natation, transport des élèves des écoles primaires et maternelles du territoire communautaire vers les spectacles « jeune public ».
- Service Départemental d'incendie et de secours : prise en charge de la contribution financière des communes ;
- Participation aux projets innovants d'initiative publique en complémentarité avec le syndicat mixte du Centre de Pleine Nature de Torchainp et le syndicat mixte de la Voie Verte du Bocage, soutien aux évènements ou fêtes ayant un rayonnement intercommunal.
- Développement numérique dans le cadre du Plan Numérique Ornais.
- Site touristique de Bonvouloir
- Chemins de randonnée hors ouvrages d'art.
- Maisons de santé et satellites de pôles de santé.

### Régime fiscal et budget
La communauté de communes est un établissement public de coopération intercommunale à fiscalité propre.
Afin de financer l'exercice de ses compétences, l'intercommunalité perçoit la fiscalité professionnelle unique (FPU) – qui a succédé à la taxe professionnelle unique (TPU) – et assure une péréquation de ressources entre les communes résidentielles et celles dotées de zones d'activité.
Elle perçoit également une bonigication de la dotation globale de fonctionnement (DGF) et ne reverse pas de dotation de solidarité communautaire (DSC) à ses communes membres.

## Projets et réalisations
Conformément aux dispositions légales, une communauté de communes a pour objet d'associer des « communes au sein d'un espace de solidarité, en vue de l'élaboration d'un projet commun de développement et d'aménagement de l'espace ».